# Метановое брожение

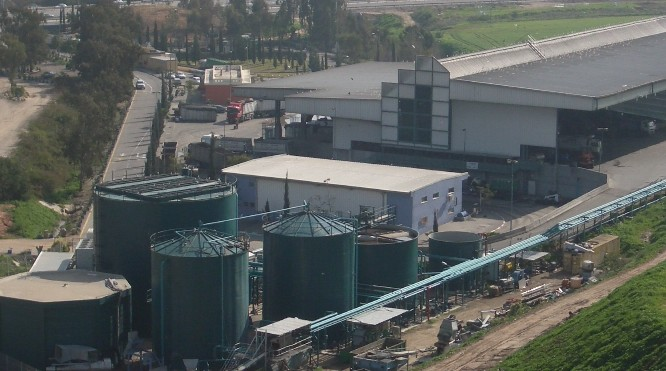
Реакторы метанового сбраживания, Тель-Авив, Израиль.

Метановое брожение (по-другому иногда неверно называется анаэробным брожением) — процесс биологического разложения органических веществ с выделением свободного метана.
Органические соединения (белки, углеводы, жиры), которые присутствуют в биомассе, начинают распадаться на простейшие органические соединения (аминокислоты, сахара, жирные кислоты) под действием гидролитических ферментов. Эта стадия называется гидролизом и протекает под воздействием ацетогенных бактерий. На второй стадии происходит гидролизное окисление части простейших органических соединений под воздействием гетероацетогенных бактерий, в результате которой получается ацетат, диоксид углерода и свободный водород. Другая часть органических соединений с полученным на 2 стадии ацетатом образует С1 соединения (простейшие органические кислоты). Полученные вещества являются питательной средой для метанообразующих бактерий 3 стадии. 3 стадия протекает по двум процессам, вызванным различными группами бактерий. Эти две группы бактерий преобразуют питательные соединения 2-й стадии в метан СН4, воду H2O и диоксид углерода.
Процесс происходит в бактериальной биомассе и включает конверсию сложных органических соединений — полисахаров, жиров и белков в метан СН4 и оксид углерода СО (4).

## Классификация бактерий, участвующих в метановом брожении
По своим пищевым потребностям бактерии разделяются на три типа:
- первый тип — гидролизные[неизвестный термин] или ацетогеные; к этому типу принадлежат протеолитические, целлюлолитические, облигатные анаэробы, факультативные анаэробы,
- ко второму типу относят гомоацетатные бактерии,
- к третьему типу относят метаногенные бактерии — хемолитотрофные бактерии З-й стадии, перерабатывающие оксид углерода и водород на метан и воду стадия А, и бактерии стадии В — ниткоподобные[неизвестный термин] палочки, кокки и ланцетоподобные[неизвестный термин], которые перерабатывают муравьиную и уксусную кислоты, а также метанол на метан и оксид углерода. Кроме природных субстратов, анаэробные популяции расщепляют фенолы и сернистые соединения. В зависимости от состава раствора биомассы и вида бактерий в биологическом реакторе будет происходит изменение значений рН, температуры и редокс-потенциала среды.

## Сырье
Наиболее важным исходным вопросом при рассмотрении вопроса о применении систем анаэробного сбраживания является сырье для данного процесса. Почти любой органический материал может быть переработан с помощью анаэробного сбраживания; однако, если целью является производство биогаза, то уровень гниения является ключевым фактором его успешного применения. Чем более гнилостный (усваиваемый) материал, тем выше выход газа из системы.
Сырье может включать биоразлагаемые отходы, такие как макулатура, обрезки травы, остатки пищи, сточные воды и отходы животноводства. Древесные отходы являются исключением, потому что они в значительной степени не подвержены пищеварению, так как большинство анаэробов не способны разлагать лигнин. Для расщепления лигнина можно использовать ксилофалгические анаэробы (потребители лигнина) или использовать высокотемпературную предварительную обработку, такую как пиролиз. Анаэробные дигесторы также могут питаться специально выращенными энергетическими культурами, такими как силос, для специализированного производства биогаза. В Германии и континентальной Европе эти установки называются «биогазовыми». Установка для коферментации обычно представляет собой сельскохозяйственный анаэробный реактор, который принимает два или более исходных материала для одновременного переваривания.
Продолжительность времени, необходимого для анаэробного сбраживания, зависит от химической сложности материала. Материал, богатый легкоусвояемыми сахарами, быстро разрушается, тогда как неповрежденный лигноцеллюлозный материал, богатый целлюлозой и гемицеллюлозными полимерами, может разрушаться гораздо дольше. Анаэробные микроорганизмы, как правило, не способны расщеплять лигнин, непокорный ароматический компонент биомассы.
Анаэробные реакторы изначально были предназначены для работы с осадком сточных вод и навозом. Сточные воды и навоз, однако, не являются материалом с наибольшим потенциалом для анаэробного переваривания, поскольку биологически разлагаемый материал уже имеет большую часть энергии, поглощенной животными, которые его произвели. Поэтому многие варочные котлы работают с кодигестией двух или более видов сырья. Например, в фермерском варочном котле, использующем молочный навоз в качестве основного сырья, производство газа может быть значительно увеличено путем добавления второго сырья, например травы и кукурузы (типичное фермерское сырье), или различных органических побочных продуктов, таких как отходы скотобойни, жиры, масла и жиры из ресторанов, органические бытовые отходы и т. д.
Дигесторы, перерабатывающие выделенные энергетические культуры, могут достигать высоких уровней деградации и производства биогаза. Системы только навозной жижи, как правило, дешевле, но генерируют гораздо меньше энергии, чем те, которые используют сельскохозяйственные культуры, такие как кукуруза и травяной силос; используя небольшое количество растительного материала (30 %), установка анаэробного сбраживания может увеличить выработку энергии в десять раз и только в три раза увеличить капитальные затраты по сравнению с системой только навозной жижи.

### Содержание влаги
Второй вопрос, связанный с исходным сырьем, — это содержание влаги. Более сухие, штабелируемые субстраты, такие как пищевые и дворовые отходы, подходят для переваривания в туннелеобразных камерах. Туннельные системы, как правило, также имеют почти нулевой сброс сточных вод, поэтому этот стиль системы имеет преимущества там, где сброс жидкостей варочного котла является помехой. Чем влажнее материал, тем более пригодным он будет для обработки стандартными насосами вместо энергоемких бетононасосов и физических средств передвижения. Кроме того, чем влажнее материал, тем больший объём и площадь он занимает относительно уровней добываемого газа. Влажность целевого сырья также будет влиять на то, какой тип системы применяется для его обработки. Чтобы использовать анаэробный варочный котел с высоким содержанием твердых веществ для разбавления исходного сырья, следует применять наполнители, такие как компост, чтобы увеличить содержание твердых веществ в исходном материале. Ещё одним ключевым фактором является соотношение углерода и азота в исходном материале. Это соотношение является балансом пищи, необходимой микробу для роста; оптимальное соотношение C:N составляет 20-30:1. Избыток азота может привести к аммиачному торможению пищеварения.

### Загрязнение
Уровень загрязнения исходного материала является ключевым фактором при использовании мокрого сбраживания или пробкового сбраживания.
Если исходное сырье для варочных котлов содержит значительные уровни физических загрязнений, таких как пластик, стекло или металлы, то для использования материала потребуется обработка для удаления загрязнений. Если его не удалить, то дигесторы могут быть заблокированы и не будут функционировать эффективно. Эта проблема загрязнения не возникает при сухом сбраживании или твердотельном анаэробном сбраживании (SSAD) растений, поскольку SSAD обрабатывает сухую, штабелируемую биомассу с высоким процентом твердых веществ (40-60 %) в газонепроницаемых камерах, называемых коробками ферментера. Именно с таким пониманием проектируются механические биологические очистные сооружения. Чем выше уровень предварительной обработки исходного сырья, тем больше потребуется перерабатывающего оборудования, и, следовательно, проект будет иметь более высокие капитальные затраты.
После сортировки или просеивания для удаления любых физических загрязнений из исходного сырья материал часто измельчают, измельчают и механически или гидравлически измельчают, чтобы увеличить площадь поверхности, доступную микробам в варочных котлах, и, следовательно, увеличить скорость переваривания. Мацерация твердых веществ может быть достигнута с помощью измельчающего насоса для передачи исходного материала в герметичный варочный котел, где происходит анаэробная обработка.

### Состав субстрата
Состав субстрата является основным фактором, определяющим выход метана и скорость производства метана при переваривании биомассы. Существуют методы определения композиционных характеристик исходного сырья, в то время как такие параметры, как твердые вещества, элементный и органический анализы, важны для проектирования и эксплуатации варочного котла. Выход метана может быть оценен по элементному составу субстрата наряду с оценкой его разлагаемости (доля субстрата, которая преобразуется в биогаз в реакторе). Для прогнозирования состава биогаза (относительных долей метана и углекислого газа) необходимо оценить распределение углекислого газа между водной и газовой фазами, что требует дополнительной информации (температура реактора, рН и состав субстрата) и модели химического видообразования. Прямые измерения потенциала биометанирования также производятся с использованием газовыделения или более поздних гравиметрических анализов.

## Приложения
Использование технологий анаэробного сбраживания может помочь снизить выбросы парниковых газов несколькими ключевыми способами:
- Замена ископаемого топлива;
- Сокращение или устранение энергетического следа очистных сооружений;
- Сокращение выбросов метана со свалок;
- Вытеснение промышленно производимых химических удобрений;
- Сокращение движения транспортных средств;
- Снижение транспортных потерь в электросетях;
- Сокращение использования сжиженного газа для приготовления пищи;
- Важный компонент инициатив безотходной технологии[23].

### Очистка отходов и сточных вод
Анаэробное сбраживание особенно подходит для органического материала и обычно используется для очистки промышленных сточных вод, сточных вод и осадка сточных вод. Анаэробное сбраживание, простой процесс, может значительно уменьшить количество органического вещества, которое в противном случае могло бы быть сброшено в море, выброшено на свалки или сожжено в мусоросжигательных установках.
Давление со стороны природоохранного законодательства в отношении методов удаления твердых отходов в развитых странах привело к расширению применения анаэробного сбраживания в качестве процесса сокращения объёмов отходов и получения полезных побочных продуктов. Он может быть использован либо для переработки отделенной от источника фракции коммунальных отходов, либо альтернативно объединен с механическими сортировочными системами для переработки остаточных смешанных коммунальных отходов. Эти установки называются механическими биологическими очистными сооружениями.
Если гнилостные отходы, перерабатываемые в анаэробных реакторах, выбрасываются на свалку, они разрушаются естественным и часто анаэробным путем. В этом случае газ в конце концов уйдет в атмосферу. Поскольку метан является примерно в 20 раз более мощным парниковым газом, чем углекислый газ, это оказывает значительное негативное воздействие на окружающую среду.
В странах, собирающих бытовые отходы, использование местных установок анаэробного сбраживания может помочь сократить количество отходов, требующих транспортировки на централизованные свалки или мусоросжигательные установки. Это снижение нагрузки на транспорт снижает выбросы углекислого газа от мусоровозов. Если локализованные установки анаэробного сбраживания встроены в электрическую распределительную сеть, они могут помочь уменьшить электрические потери, связанные с транспортировкой электроэнергии по национальной сети.

### Производство электроэнергии
В развивающихся странах простые домашние и фермерские системы анаэробного сбраживания дают возможность получать недорогую энергию для приготовления пищи и освещения. С 1975 года в Китае и Индии существуют крупные, поддерживаемые правительством схемы адаптации небольших биогазовых установок для использования в домашнем хозяйстве для приготовления пищи и освещения. В настоящее время проекты по анаэробному сбраживанию в развивающихся странах могут получить финансовую поддержку через Механизм чистого развития Организации Объединённых Наций, если они смогут показать, что обеспечивают сокращение выбросов углекислого газа.
Метан и энергия, производимые в установках анаэробного сбраживания, могут быть использованы для замены энергии, получаемой из ископаемого топлива, и, следовательно, для сокращения выбросов парниковых газов, поскольку углерод в биоразлагаемом материале является частью углеродного цикла. Углерод, выделяющийся в атмосферу при сжигании биогаза, был удален растениями для их роста в недавнем прошлом, обычно в течение последнего десятилетия, но чаще всего в течение последнего вегетационного периода. Если растения вырастут заново, снова забрав углерод из атмосферы, система станет углеродно-нейтральной. Напротив, углерод, содержащийся в ископаемом топливе, удерживается в земле в течение многих миллионов лет, сжигание которого увеличивает общий уровень углекислого газа в атмосфере.
Биогаз от очистки осадка сточных вод иногда используется для запуска газового двигателя для производства электроэнергии, часть или все из которых могут быть использованы для запуска канализационных работ. Некоторое количество отработанного тепла от двигателя затем используется для нагрева варочного котла. Отработанного тепла, как правило, достаточно, чтобы нагреть варочный котел до требуемых температур. Энергетический потенциал канализационных сооружений ограничен — в Великобритании насчитывается всего около 80 МВт такой генерации, с потенциалом увеличения до 150 МВт, что незначительно по сравнению со средним спросом на электроэнергию в Великобритании около 35 000 МВт. Объём производства биогаза из неочищенных отходов биологического вещества — энергетических культур, пищевых отходов, отходов скотобойни и т. д. — намного выше, по оценкам, он может составлять около 3000 МВт. ожидается, что сельскохозяйственные биогазовые установки, использующие отходы животноводства и энергетические культуры, будут способствовать сокращению выбросов CO2 и укреплению сети, обеспечивая при этом британских фермеров дополнительными доходами.
Некоторые страны предлагают стимулы в виде, например, льготных тарифов на подачу электроэнергии в энергосистему для субсидирования производства «зеленой» энергии.
В Окленде, штат Калифорния, на главной очистной станции муниципального района Ист-Бей (EBMUD) пищевые отходы в настоящее время кодигестируются с твердыми частицами первичных и вторичных муниципальных сточных вод и другими высокопрочными отходами. По сравнению только с перевариванием твердых частиц городских сточных вод кодигестия пищевых отходов имеет много преимуществ. Анаэробное сбраживание целлюлозы пищевых отходов в процессе производства пищевых отходов EBMUD обеспечивает более высокую нормализованную энергетическую выгоду по сравнению с твердыми веществами муниципальных сточных вод: от 730 до 1300 кВт*ч на сухую тонну примененных пищевых отходов по сравнению с 560—940 кВт*ч на сухую тонну применяемых твердых веществ муниципальных сточных вод.

### Впрыск сетки
Биогазовая решетка-инжекция — это впрыск биогаза в сетку природного газа. Сырой биогаз должен быть предварительно модернизирован до биометана. Эта модернизация подразумевает удаление загрязняющих веществ, таких как сероводород или силоксаны, а также углекислого газа. Для этой цели существует несколько технологий, наиболее широко применяющихся в таких областях, как адсорбция под давлением (PSA), очистка воды или амина (абсорбционные процессы) и, в последние годы, мембранное разделение. В качестве альтернативы электричество и тепло могут быть использованы для производства электроэнергии на месте, что приводит к снижению потерь при транспортировке энергии. Типичные потери энергии в системах передачи природного газа колеблются от 1-2 %, в то время как текущие потери энергии в большой электрической системе колеблются от 5-8 %.
В октябре 2010 года канализационный завод Didcot стал первым в Великобритании производителем биометана, поставляемого в национальную сеть, для использования в 200 домах в Оксфордшире.

### Топливо для транспортных средств
После модернизации с использованием вышеуказанных технологий биогаз (трансформированный в биометан) может быть использован в качестве автомобильного топлива в адаптированных транспортных средствах. Это использование очень широко распространено в Швеции, где существует более 38 600 газовых транспортных средств, и 60 % автомобильного газа — это биометан, вырабатываемый на установках анаэробного сбраживания.

### Удобрение и почвоулучшитель
Твердый, волокнистый компонент переваренного материала может быть использован в качестве почвенного кондиционера для увеличения содержания органики в почвах. Щелок дигестора можно использовать в качестве удобрения для снабжения почвы жизненно важными питательными веществами вместо химических удобрений, которые требуют большого количества энергии для производства и транспортировки. Поэтому использование промышленных удобрений является более углеродоемким, чем использование щелочного удобрения анаэробного реактора. В таких странах, как Испания, где многие почвы органически истощены, рынки для переваренных твердых веществ могут быть столь же важны, как и биогаз.

### Газ для приготовления пищи
При использовании био-дигестора, который производит бактерии, необходимые для разложения, образуется кулинарный газ. Органический мусор, такой как опавшие листья, кухонные отходы, пищевые отходы и т. д., подается в дробилку, где смесь смешивается с небольшим количеством воды. Затем смесь подается в био-дигестор, где бактерии разлагают её с образованием кулинарного газа. Этот газ подводится к кухонной плите. В 2 кубический метр био-реактор может производить 2 кубометра газа для приготовления пищи. Это эквивалентно 1 кг сжиженного газа. Заметным преимуществом использования био-дигестора является ил, который представляет собой богатый органический навоз.

## Продукты
Тремя основными продуктами анаэробного сбраживания являются биогаз, дигестат и вода.

### Биогаз
Биогаз — это конечный продукт жизнедеятельности бактерий, питающихся входным биодеградируемым сырьем (стадия метаногенеза анаэробного сбраживания осуществляется археей, микроорганизмом на совершенно иной ветви филогенетического древа жизни, чем бактерии), и состоит в основном из метана и углекислого газа с небольшим количеством водорода и следового сероводорода. (В процессе производства биогаз также содержит водяной пар, причем фракционный объём водяного пара зависит от температуры биогаза). Большая часть биогаза образуется в середине пищеварения, после того как бактериальная популяция выросла, и сужается по мере исчерпания гнилостного материала. Газ обычно хранится на верхней части реактора в надувном газовом пузыре или извлекается и хранится рядом с установкой в газгольдере.
Метан в биогазе может сжигаться для производства как тепла, так и электричества, обычно с помощью поршневого двигателя или микротурбины, часто в когенерационной установке, где вырабатываемое электричество и отработанное тепло используются для обогрева варочных котлов или для обогрева зданий. Излишки электроэнергии могут быть проданы поставщикам или введены в местную сеть. Электроэнергия, производимая анаэробными реакторами, считается возобновляемой энергией и может привлекать субсидии. Биогаз не способствует увеличению концентрации углекислого газа в атмосфере, поскольку газ не выделяется непосредственно в атмосферу, а углекислый газ поступает из органического источника с коротким углеродным циклом.
Биогаз может потребовать обработки или «очистки», чтобы очистить его для использования в качестве топлива. Сероводород, токсичный продукт, образующийся из сульфатов в исходном сырье, выделяется в качестве следового компонента биогаза. Национальные органы охраны окружающей среды, такие как Агентство по охране окружающей среды США, Англии и Уэльсе установили строгие ограничения на уровни газов, содержащих сероводород, и, если уровни сероводорода в Газе высоки, потребуется оборудование для очистки и очистки газа (например, обработка аминового газа) для переработки биогаза в пределах региональных принятых уровней.
Летучие силоксаны также могут загрязнять биогаз; такие соединения часто встречаются в бытовых отходах и сточных водах. В пищеварительных установках, принимающих эти материалы в качестве компонента исходного сырья, низкомолекулярные силоксаны улетучиваются в биогаз. Когда этот газ сжигается в газовом двигателе, турбине или котле, силоксаны превращаются в диоксид кремния (SiO2), который осаждается внутри машины, увеличивая износ. В настоящее время доступны практические и экономически эффективные технологии удаления силоксанов и других загрязняющих веществ биогаза. В некоторых случаях обработка на месте может быть использована для повышения чистоты метана за счет снижения содержания углекислого газа в отходящих газах, продувая большую его часть во вторичном реакторе.
В таких странах, как Швейцария, Германия и Швеция, метан, содержащийся в биогазе, может быть сжат для использования в качестве топлива для транспортных средств или для подачи непосредственно в газовые магистрали. В странах, где движущей силой для использования анаэробного сбраживания являются субсидии на возобновляемую электроэнергию, этот путь обработки менее вероятен, поскольку энергия требуется на этой стадии обработки и снижает общий уровень, доступный для продажи.

### Дигестат
Дигестат — это твердые остатки исходного исходного материала, поступающего в дигесторы, которые микробы не могут использовать. Он также состоит из минерализованных остатков мертвых бактерий из дигесторов. Дигестат может иметь три формы: волокнистую, щелочную или основанную на осадке комбинацию двух фракций. В двухступенчатых системах различные формы дигестата поступают из разных пищеварительных резервуаров. В одностадийных системах сбраживания две фракции будут объединены и, при желании, разделены дальнейшей переработкой.
Второй побочный продукт — ацидогенный дигестат, представляет собой стабильный органический материал, состоящий в основном из лигнина и целлюлозы, а также из различных минеральных компонентов в матрице мертвых бактериальных клеток; может присутствовать и пластик. Этот материал напоминает отечественный компост и может быть использован как таковой или для изготовления низкосортных строительных изделий, таких как древесноволокнистые плиты. Твердый дигестат также может быть использован в качестве сырья для производства этанола.
Третий побочный продукт — метаногенный дигестат, богатая питательными веществами жидкость, которая может быть использована в качестве удобрения в зависимости от качества перевариваемого материала. Это будет зависеть от качества исходного сырья. В случае большинства чистых и отделенных от источника биоразлагаемых потоков отходов уровни ПТЭ будут низкими. В случае отходов, образующихся в промышленности, уровни ПТЭ могут быть выше и должны приниматься во внимание при определении подходящего конечного использования материала.
Дигестат обычно содержит элементы, такие как лигнин, которые не могут быть расщеплены анаэробными микроорганизмами. Кроме того, дигестат может содержать аммиак, который является фитотоксичным и может препятствовать росту растений, если он используется в качестве улучшающего почву материала. По этим двум причинам после переваривания можно использовать стадию созревания или компостирования. Лигнин и другие материалы доступны для разложения аэробными микроорганизмами, такими как грибы, что помогает уменьшить общий объём материала для транспортировки. Во время этого созревания аммиак будет окисляться в нитраты, улучшая плодородие материала и делая его более подходящим в качестве улучшителя почвы. Большие стадии компостирования обычно используются в технологиях сухого анаэробного сбраживания.

### Сточные воды
Конечным продуктом систем анаэробного сбраживания является вода, которая образуется как из влажности исходных отходов, которые были обработаны, так и из воды, полученной в ходе микробных реакций в системах сбраживания. Эта вода может высвобождаться при обезвоживании дигестата или может быть неявно отделена от дигестата.
Сточные воды, выходящие из установки анаэробного сбраживания, как правило, имеют повышенные уровни биохимического (БПК) и химического потребления кислорода (ХПК). Эти показатели реакционной способности сточных вод указывают на способность загрязнять окружающую среду. Часть содержащихся в сточных водах веществ трудноразлагаемы, что означает, что анаэробные бактерии не могут воздействовать на них для преобразования в биогаз. Если бы эти воды попадали непосредственно в водотоки, это негативно сказалось бы на них, вызвав эвтрофикацию. Поэтому часто требуется дальнейшая очистка сточных вод. Эта обработка обычно представляет собой стадию окисления, когда воздух пропускается через воду в реакторах периодического действия или установке обратного осмоса.